# Тотем
Тотемът е клас свещени обекти, духове или явления, изпълняващи особено важна роля за дадени социални групи, родове, семейства или племена. В антропологията, от края на 19 век до днес, се води дискусия относно същността на явлението и въвлечените в него хора, предмети и вярвания. Религията на почитащите тотеми се нарича тотемизъм.
Названието идва от езика на северноамериканското индианско племе оджибуей и обикновено се отнася до животното, растението, природния феномен, в което даден клан въплъщава вярванията си и на което отдава специална почит.